# 2021 LL37
2021 LL37とは、散乱円盤天体に属する比較的大きな太陽系外縁天体で、直径は約600キロメートル (370 mi)である。2021年6月12日に、アメリカの天文学者スコット・S・シェパードとチャドウィック・トルヒージョがセロ・トロロ汎米天文台のダークエネルギーカメラを使用して発見され、2022年5月31日に発表された。2021 LL37が発見されたとき、太陽から73.9天文単位離れており、2022年5月の時点で太陽から最も遠い既知の太陽系の天体の1つになっている。